# 我的鄰居是女高中生？
《我的鄰居是女高中生？》（イモリ201）是今井祐的日本漫畫作品。本作於講談社旗下《週刊YOUNG MAGAZINE》2010年第51號至2011年第1號短期連載後，自《月刊YOUNG MAGAZINE》2011年第2號開始正式連載。於2011年第6號第一部完結，並於2011年第11號開始連載第2部。2014年2月號完結。單行本共5本，累計賣出15萬本。中文版由臺灣東販代理發行。

## 故事簡介
不爭氣的重考生川島桃太郎，國中、高中都讀男校，過著和女性無緣的生活，沒想到搬到新公寓後，隔壁鄰居竟然是位可愛但有點怪的女高中生。川島對意料之外的驚喜非常開心，卻發現她的真實身分是喜歡喝酒，又沒有工作的21歲女性。本作即為描寫自稱女高中生和身邊人物互動的戀愛喜劇。

## 登場人物
川島 桃太郎
本作主角，沒用的重考生，正在準備第二次重考。被逐出家門後，搬到公寓裡開始新生活而認識隔壁鄰居井森。起初川島因為不知道井森真實身分而喜出望外，不過在得知她的真面目後，不斷被捲入井森引發的騷動中。唸書被干擾時會覺得井森很煩，但實際上還是喜歡她，常因為她的行動而興奮起來。春香認為兩人在交往。
雖然是重考生，但模擬考的結果都是E判定，學習完全沒有效果。
井森 真紀
本作女主角，21歲，沒有工作，自稱是女高中生。信念是「1天24小時，1年365天，我都想以女高中生的身分過日子」，每天都打扮成女高中生，外出時都穿制服，並穿學校泳裝代替內衣。
雖然自稱女高中生，卻非常愛喝酒，常整天醉醺醺的，曾因此破壞牆壁，也常被警察關切。
暴飲暴食的習慣讓她有點胖，但胸部非常的大，自稱有「超大肉包尺寸」。
栗山 椿
井森的表妹，聖希爾頓學園高中學生，17歲。自稱「糖果王國公主栗山夏洛蒂椿」，腦袋的異常程度和井森有得比。老家是糖果店，位於千葉縣松戶市。外表和井森神似，用千金小姐的口氣說畫。有虐待狂傾向，隨身攜帶鞭子，有事沒事就會抽打周圍的人。以風紀委員長的身分君臨風紀委員會。井森把她的胸部評論為「小籠包尺寸」。
松岡 青葉
椿的同班同學。使用敬語和別人對話，是個濫好人，認為自己是沒辦法拒絕別人的女性。井森將她的胸部評論為「特大泡芙尺寸」。
水谷
川島的晚輩。和川島感情很好，曾幫忙川島搬家，但對不斷被捲入騷動的川島已經不知道該說什麼了。
春香
於東大道西派出所執勤的女警。把井森視為眼中釘，常有事沒事找她麻煩。胸部很小，被井森評論為「餛飩或餃子尺寸」，對胸部尺寸非常介意。擅長打麻將。
麻里奈
於東大道西派出所執勤的女警，春香的晚輩。基本上和前輩春香一起行動。有同性戀傾向，看到可愛的女生時會用絕妙技巧對其上下其手，讓對方變成自己的俘虜。胸部非常大，被井森評論為「○×△□（大到筆墨難以形容）」，大小是「I罩杯」（B:100）。擅長將棋。

## 出版書籍

### 日文版
1. 2011年7月6日發售 ISBN 978-4-06-382057-7
2. 2012年4月6日發售 ISBN 978-4-06-382161-1
3. 2012年11月6日發售 ISBN 978-4-06-382236-6
4. 2013年7月5日發售 ISBN 978-4-06-382323-3
5. 2014年3月6日發售 ISBN 978-4-06-382438-4

### 中文版
1. 2012年2月15日發售 ISBN 9789862516638
2. 2013年2月1日發售 ISBN 9789862519677

## 外部連結
- Young Magazine作品介紹官方網站 （页面存档备份，存于）